# Красноюрченко Іван Іванович
Іван Іванович Красноюрченко (рос. Иван Иванович Красноюрченко; 3 вересня 1910, Ніколаєвськ — 1 квітня 1970, Київ) — радянський військовийльотчик, Герой Радянського Союзу (1939), помічник командира ескадрильї 22-го Червонопрапорного винищувального авіаційного полку винищувальної авіаційної бригади 1-ї армійської групи під час боїв на Халхин-Голі. Учасник німецько-радянської війни. Генерал-майор авіації (1953).

## Біографія
Народився 3 вересня 1910 року в селищі Ніколаєвськ (нині місто Волгоградської області Росії), в селянській родині. Росіянин. Член КПРС з 1932 року. Закінчив перший курс Ленінградського інституту інженерів-механіків соціалістичного землеробства.
У 1934 році призваний до лав Червоної Армії. У 1935 році закінчив Качинську військову школу пілотів. Служив пілотом та командиром авіаційної ланки в Забайкаллі, а з 1936 року — в Монгольській Народній Республіці.
Учасник боїв з японськими мілітаристами на річці Халхин-Гол з 23 травня по 16 вересня 1939 року. За час цих боїв лейтенант І. І. Красноюрченко здійснив 111 бойових вильотів, брав участь у 33-х повітряних боях і 45-і штурмових діях по наземним військам. Збив п'ять японських винищувачів.
Указом Президії Верховної Ради СРСР від 17 листопада 1939 року за мужність і героїзм, проявлені при виконанні військового та інтернаціонального обов'язку лейтенанту Івану Івановичу Красноюрченку присвоєно звання Героя Радянського Союзу з врученням ордена Леніна і медалі «Золота Зірка» (№ 177).
Початок німецько-радянської війни зустрів в Україні, у складі 22-го винищувального авіаційного полку. У перший же день, вранці 22 червня 1941 року, збив над Києвом ворожий бомбардувальник. Потім служив у 43-му авіаційному полку, пізніше був командиром 92-го винищувального авіаційного полку, 102-ї і 147-ї винищувальних авіаційних дивізій протиповітряної оборони країни. 6 жовтня 1941 року підполковник І. І. Красноюрченко був призначений командиром сформованої 141-ї винищувальної авіаційної дивізії протиповітряної оборони.
З 30 березня по 15 жовтня 1942 року командував 102-ю винищувальної авіаційної дивізії протиповітряної оборони (згодом — 2-а гвардійська винищувальна авіаційна Сталінградська Червонопрапорна ордена Суворова дивізія протиповітряної оборони), що входила до складу Сталінградського корпусного району протиповітряної оборони.
У середини листопада 1942 року відбув до Ярославля і вступив у командування 147-ї винищувальної авіаційної дивізії протиповітряної оборони. Війну полковник І. І. Красноюрченко закінчив вже заступником командувача 9-м винищувальним авіаційним Воронезьким корпусом протиповітряної оборони.
У 1952 році закінчив авіаційний факультет Військової академії Генерального штабу імені К. Є. Ворошилова. Командував авіаційними частинами протиповітряної оборони, займав пост начальника Центрального аероклубу імені В. П. Чкалова.

Могила Івана Красноюрченка

З 1956 року генерал-майор авіації І. І. Красноюрченко — в запасі. Працював директором кераміко-художнього заводу. Жив у Києві. Помер 1 квітня 1970 року. Похований у Києві на Байковому кладовищі.

## Нагороди, пам'ять
Нагороджений орденом Леніна, трьома орденами Червоного Прапора, орденом Вітчизняної війни 1-го ступеня, орденом Червоної Зірки, медалями, двома монгольськими орденами Бойового Червоного Прапора.
Ім'ям Героя названо провулок у місті Ніколаєвську Волгоградської області.